# Ballstadt
Ballstadt (fränkisch: „Balschdad“) ist ein Gemeindeteil des Marktes Lehrberg im Landkreis Ansbach (Mittelfranken, Bayern). Ballstadt liegt in der Gemarkung Brünst.

## Geografie
Durch das Dorf fließt der Seebach und am Birkenfelser Graben, der dort als rechter Zufluss in den Seebach mündet. 1,25 km nordwestlich liegt der Heßberg (489 m ü. NHN) im Forst Birkenfels. Im Süden liegt das Waldgebiet Hintere Schönau, im Südosten der Birkenschlag. Gemeindeverbindungsstraßen führen nach Brünst (1,7 km östlich), nach Lehrberg (2 km südwestlich) und zur Kreisstraße AN 21 südlich von Birkenfels (0,9 km nördlich).

## Geschichte
Der Ort wurde 1342 als „Balgstat“ erstmals urkundlich erwähnt. Das Bestimmungswort des Ortsnamens ist wohl der Scheltname Balg (s. a. Balg (Wiktionary)), den der Gründer der Siedlung getragen hat. 1439 wurde der Ort als „Walstat“ erwähnt, 1477 als „Palstat“, 1492 als „Balstat“, 1684 als „Baalstadt“ und 1732 als „Ballstatt“.
Im 16-Punkte-Bericht des Fürstentums Ansbach von 1684 wurden für Ballstadt 9 Mannschaften angegeben. Grundherren waren das Hofkastenamt Ansbach (1 Anwesen), der Bürgermeister und Rat zu Ansbach (1), der Geheime Rat Förster (1) und das eichstättische Vogtamt Lehrberg (6). Das Hochgericht übte das brandenburg-ansbachische Hofkastenamt Ansbach aus. Die Dorf- und Gemeindeherrschaft war strittig zwischen dem Hofkastenamt Ansbach und dem Vogtamt Lehrberg.
Gegen Ende des 18. Jahrhunderts bildete Ballstadt mit der Walkmühle eine Realgemeinde bestehend aus 10 Anwesen und einem Gemeindehirtenhaus. Das Hochgericht übte weiterhin das Hofkastenamt Ansbach aus. Die Dorf- und Gemeindeherrschaft hatte das eichstättische Vogtamt Lehrberg inne. Grundherren waren das Fürstentum Ansbach (Hofkastenamt Ansbach: 1 Dreiviertelhof, 1 Walkmühle; Ansbacher Rat: 1 Gütlein) und das Hochstift Eichstätt (Propsteiamt Herrieden: 1 Halbhof, 1 Viertelhof, 4 Güter; Kantorei und Kapitel des Stifts Herrieden: 1 Gut). Von 1797 bis 1808 unterstand der Ort dem Justiz- und Kammeramt Ansbach.
Im Rahmen des Gemeindeedikts wurde Ballstadt dem 1808 gebildeten Steuerdistrikt Brünst und der 1811 gegründeten Ruralgemeinde Brünst zugeordnet. Im Zuge der Gebietsreform in Bayern wurde diese am 1. Januar 1978 nach Lehrberg eingemeindet.

## Einwohnerentwicklung
| Jahr      | 001818 | 001840 | 001861 | 001871 | 001885 | 001900 | 001925 | 001950 | 001961 | 001970 | 001987 | 002008 | 002014 |
| Einwohner | 56     | 65     | *82    | 80     | 64     | 60     | 71     | 121    | 89     | 68     | 58     | 48     | 41     |
| Häuser    | 12     | 12     |        |        | 12     | 13     | 11     | 12     | 14     |        | 16     |        |        |
| Quelle    | [ 13 ] | [ 14 ] | [ 15 ] | [ 16 ] | [ 17 ] | [ 18 ] | [ 19 ] | [ 20 ] | [ 21 ] | [ 22 ] | [ 23 ] | [ 24 ] |        |

## Religion
Der Ort ist seit der Reformation evangelisch-lutherisch geprägt und bis heute nach St. Margaretha (Lehrberg) gepfarrt. Die Einwohner römisch-katholischer Konfession waren zunächst nach St. Ludwig (Ansbach) gepfarrt, seit 1970 ist die Pfarrei Christ König (Ansbach) zuständig.